# Castello d'Oultremont (Heusden)

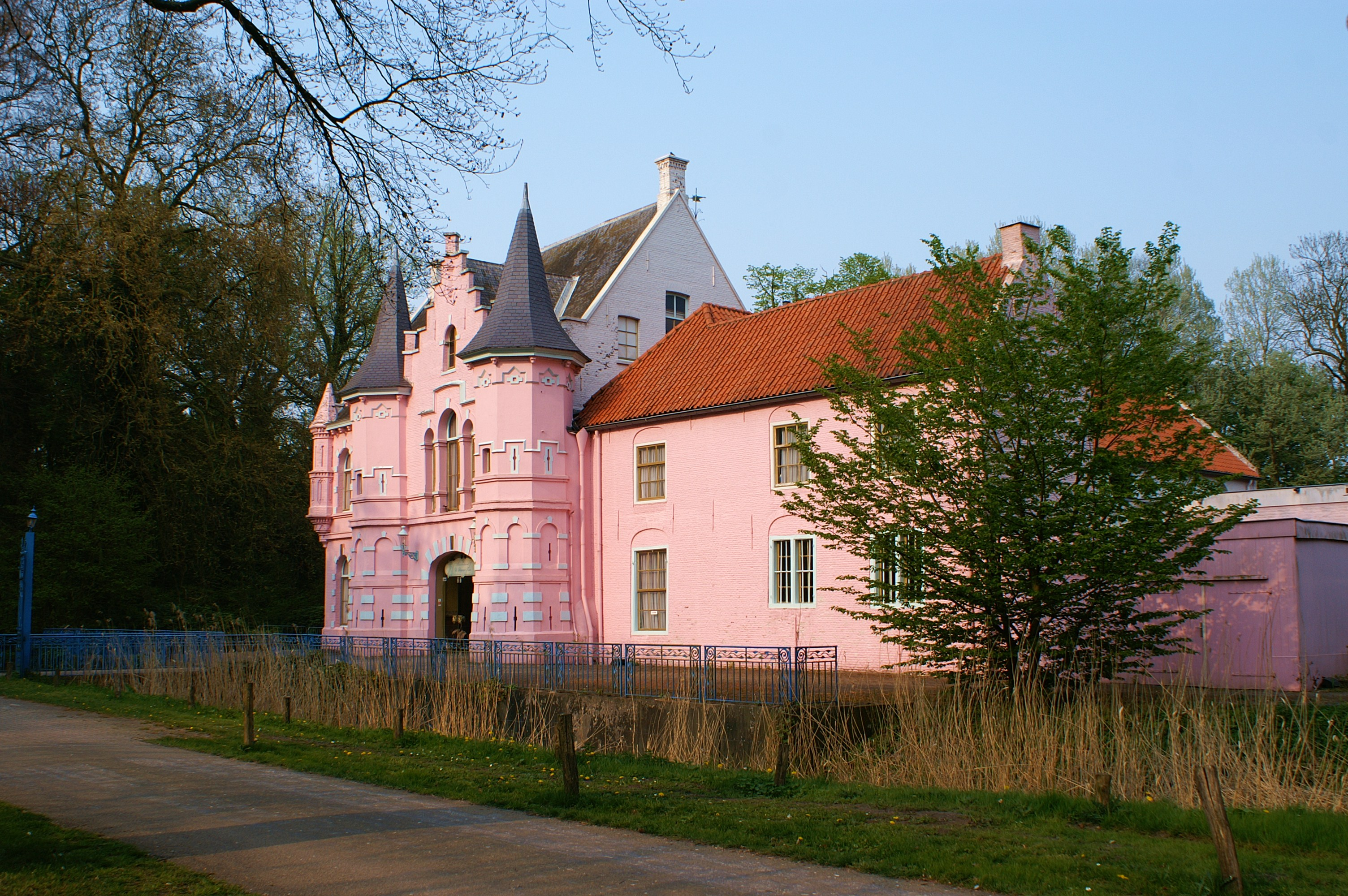
Facciata del castello d'Oultremont

Il castello d'Oultremont (in olandese: Kasteel d'Oultremont), un tempo noto come castello Steenenburgh (Kasteel Steenenburgh) e come Huis te Drunen e soprannominato - per il suo attuale colore - il "Castello rosa" (Het Roze Kasteel), è uno storico edificio situato tra i villaggi olandesi di Nieuwkuijk e Drunen, nel comune di Heusden (Brabante Settentrionale), eretto come fortezza nel 1230 e rimodellato nel XV e tra il XVIII e il XIX secolo. L'edificio, che nel corso del XX secolo fu di proprietà della famiglia d'Oultremont (da cui il nome attuale), si trova ora all'interno del parco di divertimento Het Land van Ooit.
L'edificio è classificato come rijksmonument nr. 37877.

## Storia
Il castello originario, chiamato castello Steenenburgh, fu costruito nel 1230.
Nel corso del XV secolo, venne realizzata l'ala meridionale del castello, tuttora ben conservata.
Il castello fu quindi ampliato tra il XVIII e il XIX secolo.
Nel 1907, il castello fu acquistato dal conte d'Oultremont, che diede il proprio nome all'edificio.
La famiglia d'Oultremont risiedette tuttavia raramente nel castello, pur rimanendone proprietaria fino al 1977.
Il 17 settembre 1968, l'edificio fu classificato come rijksmonument.
Dal 1989, il castello divenne quindi parte del parco di divertimento Land van Ooit e la sua facciata assunse l'attuale colore rosa, che gli ha valso il soprannome di "castello rosa" (Het Roze Kasteel).